# Susana Dillon
Susana Dillon (n. Pergamino, Provincia de Buenos Aires,  1925 - m. Río Cuarto, Provincia de Córdoba, 22 de septiembre de 2012) fue una activista por los derechos humanos, escritora y maestra argentina.
Terminó el secundario en Rosario y cursó dos años en la Escuela de Letras. Arribó a Río Cuarto en 1965.
Se desempeñó como maestra rural, fundando la escuela Las Lonjas en la localidad cordobesa de General Baldissera y como directora de las escuelas Avellaneda y Bartolomé Mitre, en Río Cuarto.
Se sumó a Madres de Plaza de Mayo luego del secuestro y desaparición de su hija Rita Ales y su yerno Gerardo Espíndola, ocurridos durante la dictadura militar autodenominada Proceso de Reorganización Nacional. Recuperó a su pequeña nieta, a la que crio.

He criado a mi nieta nacida en cautiverio. Fue mi experiencia más reconfortante, es mi alegría, mi báculo, la que me lleva ahora de la mano a cazar historias. A pesar de todo, la vida es bella, por eso la quitan y la atormentan los dictadores.

## Obras
- 1990 - Mujeres que hicieron América.
- 1991 - El oro de América.
- 1993 - La hora de la sabandija.
- 1994 - Brujas, locas y rebeldes.
- 1995 - Encantos y espantos de la trapalanda.
- 1995 - Las huacas del silencio.
- 1996 - Fábulas cimarronas.
- 1997 - Los viejos cuentos de la tía Maggie.
- 1997 - Tiempo de agua (junto con Elda Durán).
- 1997 - Los pasajeros del viento (junto con Miguel A. Gutiérrez).
- 2001 - Educando en derechos humanos.
- 2002 - Huellas de ranqueles.
- 2004 - Rastros de comechingones.
- 2004 - Maestras eran las de antes.
- 2005 - Las locas del camino.
- 2006 - Los saberes del habla (junto con Miguel A. Gutiérrez).
- 2006 - Ranquelito.
- 2008 - Mujeres reveladas
- 2009 - La marquesa del Papa: la mujer más rica de la Argentina del siglo XX
- 2011 - El Virrey que huyó con el tesoro
- 2012 - El oro de América reedición aumentada.